# Junius Frey
Sigmund Gottlob Junius Brutus Frey, auch Lucien-Junius Frey, geboren als Moses Dobruška; konvertiert und nobilitiert als Franz Thomas Edler von Schönfeld (* 12. Juli 1753 in Brünn; † 5. April 1794 in Paris) war ein Schriftsteller und Neffe und Anhänger von Jakob Joseph Frank, dem Begründer des Frankismus. Aus einer jüdischen Familie stammend wandelte er sich vom Talmud- und Kabbala-Gelehrten zum deutsch- und hebräischsprachigen Dichter, Freimaurer und K.u.K. Heereslieferant in Wien, und dann als Jakobiner zum Agitator in der Französischen Revolution, infolge der er im Alter von vierzig Jahren im Prozess gegen Georges Danton 1794 verurteilt und hingerichtet wurde.

## Leben

### Moses Dobruška
Moses Dobruška war das zweite der zwölf Kinder von Salomon Dobruška (1715–1774) und Schöndl (Katharina) Dobruška, geb. Hirschel (1731–1791). Sein Vater war ein reicher jüdischer Kaufmann und Heereslieferant. Er hatte die Pacht des K.u.K. Tabakgefälls von seinem Vater, dem aus Dobruška gebürtigen, 1764 verstorbenen Jacob Moyses Wertheimer oder Wimer übernommen und war damit Inhaber des Monopols auf den Tabakhandel in sämtlichen Städten in Mähren. Jacob Moyses hatte sich 1730 in Brünn, wo sich seit der Vertreibung der Juden im Jahre 1454 Juden nicht mehr ansiedeln durften, als Kaufmann niedergelassen und 1750 das Tabakgefäll gepachtet. Zusätzlich besaß er die Erlaubnis zu Tabakproduktion in der Tabakfabrik zu Mährisch-Neustadt, deren Erzeugnisse er frei verkaufen durfte. Seine Tochter heiratete in die Familie Oppenheimer in Wien ein. Salomon Dobruška betrieb in seinem Haus eine kleine Synagoge. Moses` Mutter war eine Cousine von Jakob Joseph Frank. Sie war mit Wolf Benjamin Eibeschütz befreundet und eine Anhängerin und führende Förderin des Sabbatianismus, einer auf Schabbtai Zvi zurückgehenden messianische Bewegung im Judentum. Nach dem Tod ihres Ehemannes betrieb sie dessen Geschäft eigenständig weiter. Sie verheiratete mehrere Kinder an angesehene Geschäftsleute, so heiratete eine Tochter 1788 einen Sohn von Israel Hönig. Zudem gründete sie einen Salon, an dem auch Christen teilnahmen. Gegner aus Kreisen des traditionellen rabbinischen Judentums wie Jacob Emden diffamierten sie deshalb als Hure.
Moses’ Vater wollte, dass sein Sohn Moses ein gelehrter Rabbi werden sollte, und ließ ihn demgemäß im Talmud unterrichten. Moses lernte dafür neben Jiddisch, der Alltagssprach der aschkenasischen Juden, auch die Hebräische Sprache. Durch seinen Hauslehrer erhielt er zudem Unterricht in der hebräischen Dicht- und Redekunst und in den orientalischen Sprachen. Dadurch wurde sein Interesse am Humanismus geweckt. Sein Vater gab schließlich sein Einverständnis, den Talmudunterricht durch das Studium der europäischen Sprachen zu ersetzen, neben Deutsch Englisch, Französisch und Italienisch. Es gelang Moses, seinen Vater zu bewegen, dass er ihm eine Summe von 1.500 Gulden zur Anschaffung von Büchern gewährte. Er studierte die alten Klassiker und deutschen Poeten. Unter letzteren fesselte ihn zunächst besonders Salomon Gessner. Moses versuchte sich bald selbst in der deutschen Dichtung und gab 1773 Etliche Gedichte zur Probe heraus. Dieses erste Werk des Zwanzigjährigen erhielt zwar eine recht negative Rezension durch Johann Erich Biester, verschaffte Dobruška jedoch Bekanntschaft unter den deutschen Literaten.
Am 20. Mai 1773 heiratete er Elke Joß (~1757–1801), die Adoptivtochter des reichen Kaufmanns und Bankers Joachim Popper, und zog mit ihr nach Prag und später nach Wien, wo er als Heereslieferant für die österreichische Armee im Balkan tätig war. In den folgenden Jahren erschienen eine Reihe von Publikationen unterschiedlicher Literaturgattungen aus Moses Dobruškas Feder, teilweise in deutscher und teilweise in hebräischer Sprache. Neben Schäferdichtung veröffentlichte er mit Sefer ha-sha‘ashu‘a (= Buch des Vergnügens) auch einen gelehrten Kommentar zu dem Lehrgedicht Bechinat olam (= Prüfung der Welt) des mittelalterlichen jüdischen Dichters Jedaja Bedersi, in dem er neben rabbinischer Literatur auch ausgiebig jüdische Aufklärer und besonders Moses Mendelsohn zitierte. Das Sefer ha-sha‘ashu‘a widmete er seinem Schwiegervater.
Stark geprägt war Dobruškas Weltanschauung durch seinen Onkel Jakob Frank. Dieser sah sich selbst als den Messias, der die Juden von der Gesetzlichkeit des Talmuds und der Unterdrückung in der christlichen Gesellschaft befreite. Seine kabbalistische Lehre wird als Frankismus bezeichnet. Frank hatte sich zusammen mit etwa dreitausend seiner Anhänger 1759 taufen lassen, allerdings unter der Bedingung, dass seine Gemeinschaft ihre Sonderbräuche und -lehren beibehalten dürfte. Die Konversion zur römisch-katholischen Kirche ermöglichte es ihm, Land in Polen-Litauen zu erwerben, und garantierte den Frankisten Schutz vor ihren Gegners unter der jüdischen Orthodoxie. Frank propagierte die Taufe als notwendigen Teil des Heilswegs, der es vom Messias und seinen Anhängern erfordere, vor der endgültigen Erlösung in die Tiefe der Sünde hinabzusteigen. König August III., der persönlich Franks Pate geworden war und ihn in die Szlachta aufgenommen hatte, und die führenden katholischen Geistlichen, die zunächst die angebliche Bekehrung einer großen Anzahl von Juden begrüßt hatten, sahen sich getäuscht. Frank wurde mit seiner Familie ab 1760 als Häretiker im Kloster Jasna Góra in Tschenstochau gefangengesetzt, um ihn von seinen Anhängern fernzuhalten. Allerdings wurde ihm bald Briefverkehr und dann auch Besuch gestattet, so dass sich das Kloster zu einem Pilgerort der Frankisten entwickelte. Nach der Ersten Teilung Polens wurde Frank durch die Russen am 21. Januar 1773 freigelassen und entschied, sich in Brünn niederzulassen, wo kaum innerjüdische Opposition zu erwarten war, und dort einen eigenen Hofstaat und eine militärisch organisierte Kompanie seiner Anhänger aufzubauen.

### Franz Thomas (Edler von) Schönfeld
Unter Franks Einfluss bekannte sich Dobruška am 17. Dezember 1775 zu Prag öffentlich zum Katholizismus und ließ sich zusammen mit seiner Frau und seiner kleinen Tochter im Veitsdom taufen. Dabei nahm er den Namen Franz Thomas Schönfeld an. Seine Frau nannte sich Wilhelmine. Den Namen Schönfeld nach dem gelehrten Jesuitenpater Franz Expeditus Schönfeld aus dem gleichnamigen böhmischen Adelsgeschlecht hatte schon sein älterer Bruder Carl (* 1751) bei seiner Taufe 1764 angenommen. Auch fast alle anderen Geschwister traten zwischen 1775 und 1791 zum Katholizismus über. Als Offizier ebnete Karl Schönfeld seinen Geschwistern den Weg in kaiserliche Dienste und damit den sozialen Aufstieg. Moses’ Schwiegervater Joachim Popper, der den Übertritt zum Christentum ablehnte, entzog seiner Adoptivtochter und deren Mann die Mitgift, wogegen Franz Thomas Schönfeld lange und schließlich erfolgreich klagte, denn 1778 erklärte das Ehepaar, auf weitere Ansprüche auf Poppers Vermögen zu verzichten.
Am 25. Juli 1778 wurde Franz Thomas Schönfeld in Wien zusammen mit seinen beim Militär beschäftigten Geschwistern Karl Schönfeld, k. k. Unterlieutenant, und Joseph Schönfeld, Fähnrich, sowie zusammen mit seinen weiteren Geschwistern Maximilian, Leopold und Emanuel Schönfeld in den erbländischen Adelstand erhoben. Aus dem Adelsdiplom ist zu erfahren, dass Moses Dobruški alias Franz Thomas Edler von Schönfeld Mitvorsteher der berühmten Garellischen Bibliothek war, die seinerzeit von Michael Denis geleitet wurde. Zu seinen Aufgaben gehörte auch die Zensur von Büchern. Er stand damit hoch in der Gunst von Maria Theresia und Joseph II., denen er mehrere seiner in diesen Jahren erschienenen Schriften widmete. Schon 1778 erschien seine Biographie in Ignaz de Lucas Das gelehrte Oesterreich.
Zusammen mit Ephraim Joseph Hirschfeld, der nicht konvertierte, trat Franz Thomas Edler von Schönfeld dem Orden der Ritter und Brüder St. Johannis des Evangelisten aus Asien in Europa (auch Asiatische Brüder genannt) bei, einer Gesellschaft der Freimaurer, über die zwischen 1783 und 1790 in Mitteleuropa viel gesprochen wurde. Sie war eine der ersten Freimaurerlogen auf deutschem Boden, die Juden aufnahm. Inhaltlich verband sie jüdisch-kabbalistisches mit christlich-mystischem Gedankengut. Für diese Loge übertrug Schönfeld kabbalistische Texte aus dem Umkreis der Sabbatianer ins Deutsche. Er zog sich jedoch bereits vor dem Verbot der Freimaurerei durch Joseph II. 1785 aus dem Orden zurück, blieb jedoch bis zu seiner Übersiedlung nach Paris 1792 im Kontakt mit Hirschfeld. Dem Illuminatenorden trat Schönfeld ebenfalls bei.
Gemäß einer anonymen Anklage, die 1799 gegen die Frankisten erhoben wurde, sei Schönfeld nach dem Tod des religiösen Oberhauptes 1791 die Führung der Sekte angetragen worden. Der Zeitgenosse Georg Forster berichtete sogar, die Frankisten hätten geglaubt, dass sich Franks Seele 49 Tage nach seinem Tod nach Art der „tibetanischen Seelenwanderung“ in seinem Neffen reinkarnieren würde. Schönfeld trat dieses Amt jedoch nicht an, wobei unklar ist, ob er es selbst ablehnte oder ob er sich nicht gegen Franks Tochter Eva Frank und deren Anhänger durchsetzen konnte. Zu diesem Zeitpunkt stand Frank allerdings bereits seit mehreren Jahren nicht mehr in der kaiserlichen Gunst. 1786 hatte er Brünn verlassen und verlebte seine letzten Lebensjahre mit seinen engsten Anhängern relativ isoliert und mit wachsender Verschuldung im Isenburger Schloss. Am Ende seines Lebens deutete er die Französische Revolution als Anbruch der Endzeit, die die Juden ins Gelobte Land bringen und zu Siegern über ihre Feinde machen würde.

### Junius Frey
Nicht lange nach Franks Tod begleitete Franz Thomas Edler von Schönfeld Kaiser Leopold II. zur Pillnitzer Fürstenversammlung, wo der Kaiser und der preußische König Friedrich Wilhelm II. auf Drängen französischer Emigranten die Pillnitzer Deklaration erließen, die die Wiederherstellung der Monarchie in Frankreich zu ihrem Ziel erklärte. Von dieser Reise kehrte Schönfeld nicht nach Wien zurück, sondern begab sich nach Berlin und von dort nach Hamburg. Leopold II. starb unerwartet am 1. März 1792 kurz nach der Rückkehr nach Wien. Sein Nachfolger Franz II. wandte sich von der liberalen Politik seiner Vorgänger ab und bezahlte auch nicht deren Schulden, die das Kaiserhaus bei den Brüdern Schönfeld hatte.
Schönfeld reiste im März 1792 zusammen mit seinem Bruder Emanuel (* 1765) und seinem Sohn Joseph Franz nach Strasbourg. Dort trat er unter dem Namen Sigmund Gottlob Junius Brutus Frey oder auch Lucien-Junius Frey auf. Diesen Namen, mit dem er sowohl seine jüdische Herkunft als auch seine Verbindung zur österreichischen Aristokratie verschleierte, wählte er nach Lucius Iunius Brutus, der Rom von der Tyrannei der Könige befreit und damit die Römische Republik ins Leben gerufen hatte. Seinen dreizehnjährigen Sohn gab er als seinen sechzehnjährigen Neffen aus und ließ ihn in die französische Armee eintreten. In Strasbourg unterstützte er den Jakobiner Jean-Charles Laveaux und begleitete diesen im Juni desselben Jahres nach Paris. Am 10. August 1792 nahmen die Brüder Frey am Tuileriensturm teil. Junius Frey war auch Mitglied des jakobinischen Entchristianisierungkomitees. Beide Brüder betätigten sich auch finanziell als Unterstützer der Revolution und beantragten die französische Staatsbürgerschaft. Parallel zu seinem literarischen und politischen Engagement investierte Junius Frey ein erhebliches Vermögen in den Aufbau des Familiengeschäfts. Woher dieses Geld kam, ist nicht nachvollziehbar. Seine spätere Behauptung, dass seine Frau es ihm geschickt hätte, scheint nicht ganz glaubhaft, da Wilhelmine Schönfeld von ihrem Adoptivvater enterbt worden war und das Haus, das sie mit den beiden Töchtern in Wien bewohnte, während seines Aufenthalts in Paris wegen der hohen unbeglichenen Schulden, die Schönfeld hinterlassen hatte, versteigert wurde. Trotzdem mietete er sich in Paris eine Wohnung in bester Lage, die zum Treffpunkt von Jakobinern und revolutionsbegeisterten Deutschen wurde, und kaufte die aufgelöste Abtei Chelles und zwei Anwesen geflohener Adliger, die zugunsten der Revolution versteigert wurden. Seine jüngste Schwester Leopoldine (* 1771), die er nach dem Tod der Mutter nach Paris nachkommen ließ, verheiratete er im Oktober 1793 mit François Chabot, dem er eine monatliche Unterstützung und eine hohe Mitgift versprach, die allerdings erst in fünf Jahren auszuzahlen sei.

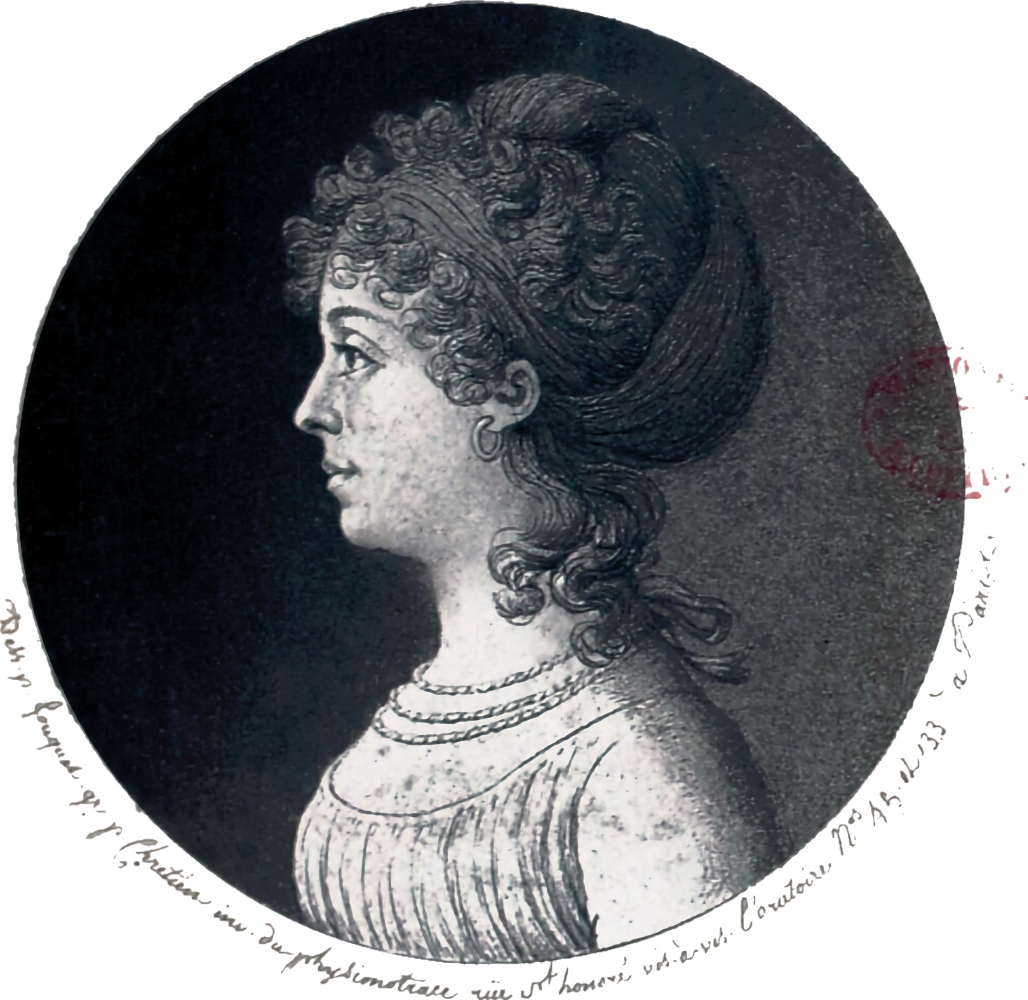
Leopoldine Frey (Porträt von Jean-Baptiste Fouquet)

Im Jahre 1793 veröffentlichte Junius Frey ein bahnbrechendes Werk, die Philosophie sociale. Es ist kein Zufall, dass sich sein auf Deutsch geschriebenes Werk als ein Grundstein des früheren soziologischen Denkens entpuppt. Wie von Helmut Plessner unterstrichen, war „Soziologie ursprünglich eine Heilslehre, ein Mittel, die durch die Französische Revolution desorganisierte Gesellschaft zu reorganisieren, und zwar in einem progressiven und nicht in einem restaurativen Sinne“. Die Philosophie sociale von Junius Frey zeigt, wie eine komplexe jüdische Biografie in die Theorisierung einer neuen sozialen Ordnung mündet.
Im Zusammenhang mit dem Prozess gegen Danton wurde Junius Frey von seinem mitangeklagten Schwager Chabot denunziert. Junius Frey, sein Bruder Emanuel Frey und seine seit wenigen Wochen verheiratete Schwester wurden am 23. November 1793 festgenommen. Leopoldine Chabot wurde nach kurzer Zeit auf Bitte ihres Ehemanns freigelassen. Im Prozess wurde den Brüdern Frey vorgeworfen, „ausländische Exaristokraten, Exbarone, … Agenten Englands und des Wiener Kabinetts“ zu sein. Frey verteidigte sich, dass das Geld, das er aus Wien bekommen hatte, von seiner Frau und nicht von der österreichischen Regierung stamme. Er gab an, dass er aufgrund seiner revolutionären Einstellung unter Zurücklassung seines gesamten Vermögens, das schließlich beschlagnahmt worden sei, habe fliehen müssen und dass der Kaiser ihm zudem noch 500.000 Florins schulde. Daraufhin wurden sie angeklagt, „die Volksvertretung durch Korrumpierung einiger ihrer Mitglieder herabzuwürdigen und eine Zersetzung des Konvents zu erzielen“. Anhänger der Revolution seien sie nur zur Tarnung geworden, während sie sich in Wirklichkeit durch Korruption, etwa im Zusammenhang mit der Liquidation der gescheiterten „Indischen Kompanie“, bereichern wollten. Schließlich wurden sie zusammen mit Danton und Chabot verurteilt, an einer Verschwörung zur Wiederherstellung der Monarchie teilgenommen zu haben, und unter der Guillotine hingerichtet.
Nach Freys Tod versuchte seine Witwe erneut, an das Erbe ihres Adoptivvaters heranzukommen. Sie starb 1801. Beide Töchter heirateten österreichische Adlige. Leopoldine Chabot stand nach dem Tod ihrer Brüder und ihres Ehemannes vollkommen mittellos da. Was aus ihr wurde, ist unbekannt. Laut einer Quelle kehrte sie nach Wien zurück, nach einer anderen starb sie 1795 in Paris.

## Nachwirkung
Moses Dobruška alias Franz Thomas von Schönfeld alias Junius Frey wurde und wird sehr unterschiedlich beurteilt. Besonders seine Rolle im revolutionären Frankreich ist umstritten, gerade weil auch die Quellenlage unübersichtlich und widersprüchlich ist. Für Egon Erwin Kisch waren die „verhängnisvollen Brüder“ „die größten Heuchler des Weltalls“, denen es nur um das Geschäft ging, für G. Lenôtre gar geldgierige Juden und österreichische Spione. Andere Historiker sehen in Junius Frey einen von der Revolution überzeugten und begeisterten Mann, der der Denunziation durch seinen Schwager zum Opfer fiel. Gershom Scholem deutete Freys gesamten Lebensweg als durch die frankistische Weltanschauung bestimmt. Als Beleg dafür, dass Frey sich bis zu seinem Lebensende als Jude und Frankist gesehen habe, führte er die Ode Die Weihe an, die sich in Freys hinterlassenen Papieren in Paris befand und in der die „Muse Siona“ und „David Klopstock“ besungen werden.
Silvana Greco, Historikerin der Soziologie und Privatdozentin an der TU Dresden, sagt: „Wenn es einen Avatar der Soziologie des Judentums gibt, dann ist er Junius Frey“. Kennzeichnend für Junius Frey war die hohe soziale Mobilität. In verschiedenen religiös-kulturellen Kreisen beheimatet, wechselte er mühelos vom jüdischen Kulturkreis in die Herrschafts- und Sozialordnung des aufgeklärten Absolutismus und schließlich unter dem Namen Junius Frey in das radikaldemokratisch egalitäre System des jakobinischen Frankreichs, wo er im Prozess gegen Danton verurteilt und hingerichtet wurde.

## Werke
als Moses Dobruška:
- Etliche Gedichte zur Probe, Wien 1773;
- Schäferspiele, Prag 1774;
- Theorie der schönen Wissenschaften, Prag 1774;
- Ueber die Poesie der alten Hebräer unter dem Titel: Sefer hascha-hua, Prag 1774;
- Ein Schäfergedicht in eben dieser Sprache;
- Eine hebräische poetische Uebersetzung des Pythagoras goldener Sprüche, Prag 1775;
- Gebet oder christliche Ode in Psalmen, Wien 1775.

als Franz Thomas von Schönfeld
- David (im Almanach und Taschenbuch zum geselligen Vergnügen 1799)[29]

als Junius Frey (anonym erschienen):
- Philosophie sociale, Paris 1793 (in Deutsch geschrieben);
- Les aventures politiques du père Nicaise, ou l’Anti-fédéraliste, Paris 1793;
- Die Weihe (unveröffentlichtes Manuskript)[30]

## Darstellung in der Belletristik
Junius Frey erscheint als literarische Figur in Olga Tokarczuks historischem Roman Die Jakobsbücher (polnischer Originaltitel: Księgi Jakubowe, 2019)